# Calverton (Wirginia)
Calverton – jednostka osadnicza w Stanach Zjednoczonych, w stanie Wirginia, w hrabstwie Fauquier.